# Gemeindezentrum St. Lambertus (Hakenfelde)

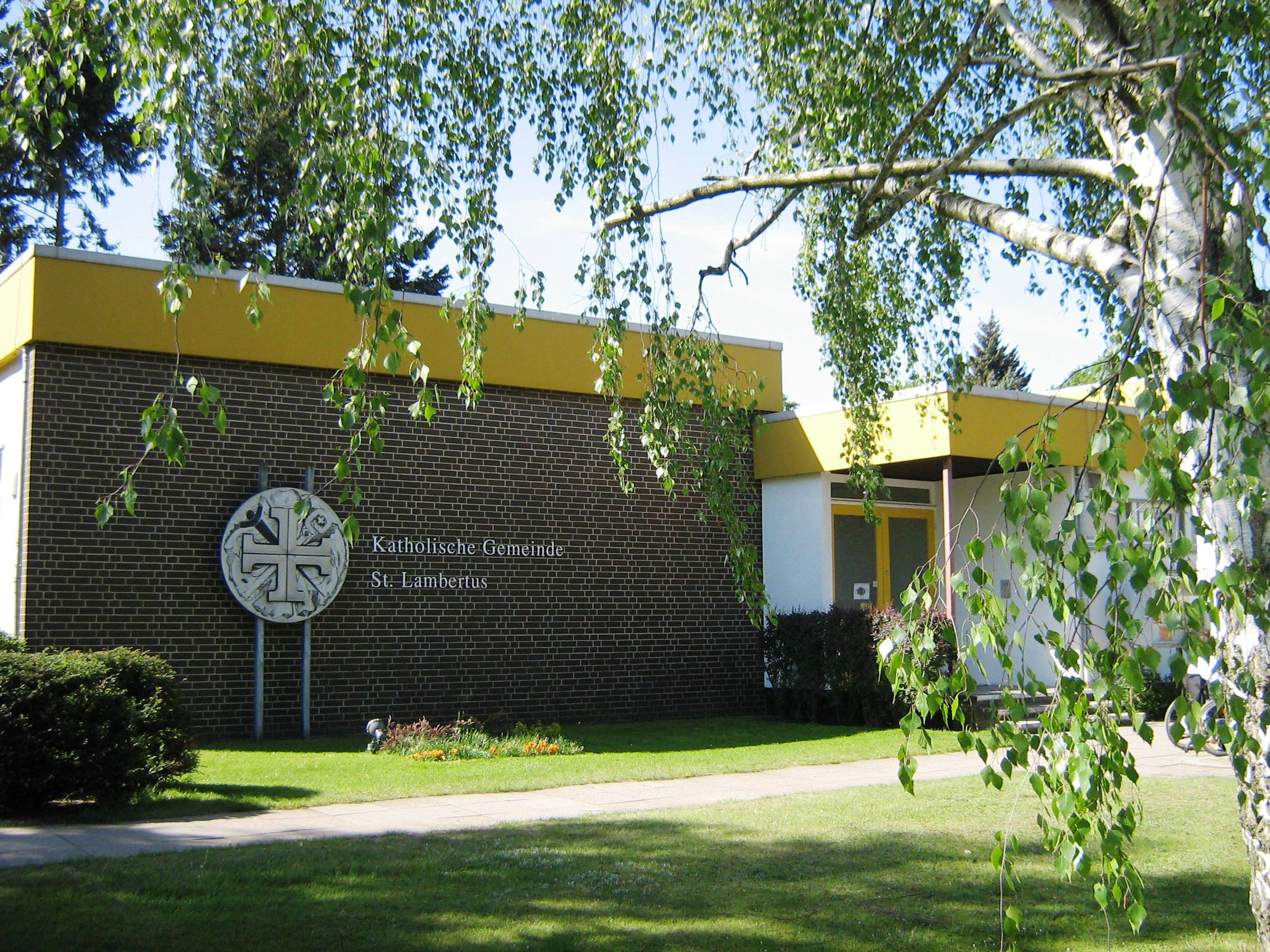
Gemeindezentrum St. Lambertus in
Berlin-Hakenfelde

Das Gemeindezentrum St. Lambertus ist ein römisch-katholisches Kirchenzentrum im Berliner Ortsteil Hakenfelde des Bezirks Spandau. Es umfasst einen dem heiligen Lambert von Lüttich geweihten Sakralraum und mehrere Gemeinderäume, liegt in der Cautiusstraße 6 und gehört zur Pfarrei Heilige Familie – Spandau-Havelland im Erzbistum Berlin. 

## Geschichte
Dem als „Soldatenkönig“ bekannten Friedrich Wilhelm I. verdankt die Mark Brandenburg den ersten Neubau einer katholischen Kirche nach der Reformation. Um die seinerzeit besten Gewehrbauer aus Lüttich für sich zu gewinnen, musste er diesen die Erlaubnis zur Feier des katholischen Gottesdienstes zusagen. So wurde 1723 zunächst auf dem Gewehrplan nahe der Zitadelle, außerhalb der Mauern Spandaus, eine kleine Kirche errichtet, die aber wegen Baufälligkeit bereits 1742 und nochmals 1784 erneuert werden musste. Sie war den Aposteln Petrus und Paulus gewidmet, deren Statuen erhalten sind und sich in der Kirche am Behnitz befinden.
Seit dem Zuzug katholischer Arbeiter und Soldaten in die Militärstadt Spandau im 18. und 19. Jahrhundert war die Zahl der Katholiken bis 1847 auf 1000 und bis 1900 auf 9000 Seelen angewachsen. Dies erforderte den Bau neuer Kirchen. 1848 wird St. Marien am Behnitz konsekriert, die erste Marienkirche nach der Reformation in der Mark Brandenburg, 1910 folgte mit Maria, Hilfe der Christen eine weitere, große Kirche.
Im Ortsteil Hakenfelde entstand 1928 – als Ersatz für eine baufällig gewordene Vorgängereinrichtung in Spandau – auf Initiative von Pfarrer Geistlicher Rat Viktor Schiwy ein Wohnheim für berufstätige Mädchen, das Elisabethheim in der Waldsiedlung, das bald in ein Seniorenwohnheim umgewandelt wurde. Es wurde am 18. Juni 1928 durch Weihbischof Josef Deitmer eingeweiht; seine Hauskapelle mit 120 Plätzen diente den Katholiken in Hakenfelde als Gottesdienststelle und war eine Filialkirche von St. Marien. Den Gottesdienst hielten Hausgeistliche. Das Gemeindeleben erstarkte, und 1953 wurde die Kuratie St. Elisabeth errichtet, die Gemeinde wurde seelsorglich selbständig. Erster Kurat war Karl Ernst Kuhn.
Im Jahr 1962 erwarb die St.-Marien-Gemeinde ein zentraler liegendes Grundstück in der Cautiusstraße. 1966 wurde die Kuratie St. Elisabeth vermögensrechtlich selbstständig. Am 16. Oktober 1974 erfolgte auf dem Grundstück die Grundsteinlegung zu einem Gemeindezentrum mit Gottesdienstraum; am 31. August 1975 wurde der Altar von Kardinal Alfred Bengsch geweiht. Tags zuvor hielt bei einem Festakt der ehemalige Regierende Bürgermeister von Berlin, Pastor Heinrich Albertz, eine programmatische Rede über „Christengemeinde in der Bürgergemeinde“.
Am 1. Juli 1975 war die Kuratie St. Elisabeth bei gleichzeitiger Namensänderung zur selbstständigen Pfarrei St. Lambertus erhoben und von St. Marien abgetrennt worden. Erster Pfarrer der Gemeinde wurde der bisherige Kuratus von St. Elisabeth und Planer des Gemeindezentrums, Dieter Augustinus Wortmann. Als Pfarrpatron wurde St. Lambertus von Lüttich gewählt in Erinnerung an die Arbeiter, die um 1723 aus Lüttich für die Gewehrfabrik in Spandau angeworben worden waren und denen der preußische König die katholische Seelsorge am neuen Wohnort zugesichert hatte.
In den Jahren 1993/1994 erwog das Erzbistum Berlin im Zusammenhang mit der Entwicklung des Neubaugebietes Wasserstadt Oberhavel den Bau einer neuen Kirche mit Pfarrhaus und Kindertagesstätte im Bereich Maselakepark und alternativ am bisherigen Standort in der Cautiusstraße, da mit verstärktem Zuzug von Katholiken gerechnet wurde. Die Pläne wurden dann aber aus Kostengründen nicht weiterverfolgt. Die Zahl der sonntäglichen Kirchenbesucher in St. Lambertus betrug 1995 im Durchschnitt 250 Personen.
Am 31. Oktober 2003 fusionierte die Gemeinde St. Lambertus aus finanziellen Überlegungen des Erzbistums Berlin wieder mit der Mutterpfarre Maria, Hilfe der Christen. Das Gemeindezentrum St. Lambertus ist jedoch weiterhin unter diesem Namen Gottesdienststätte und Versammlungsort für die Spandauer Mariengemeinde. Am 1. Januar 2023 erfolgte die Fusion von Maria, Hilfe der Christen mit den Pfarreien St. Joseph in Siemensstadt, St. Konrad von Parzham in Falkensee sowie St. Johannes der Täufer Dallgow-Döberitz (Pfarrei St. Marien, Brieselang) zur Pfarrei Heilige Familie – Spandau-Havelland.
- 1953 – ?: Karl Ernst Kuhn, Kurat (St. Elisabeth), * 10. März 1913; Priesterweihe am 13. März 1937; † 1. März 1961, bestattet auf dem Friedhof der St.-Matthias-Gemeinde (Berlin-Tempelhof).
- ? – 1971: Kurat Franz Busch, * 17. April 1904; Priesterweihe am 13. März 1937; † 19. November 1971, bestattet auf dem Friedhof in den Kisseln, Spandau
- 1971–1973: mitbetreut von Friedrichkarl Förster, * 3. März 1912 in Essen; Priesterweihe am 27. März 1938 in Berlin; † 2. Februar 1992 in Burgkunstadt (Oberfranken), Pfarrer von St. Marien
- 1973–1982: Dieter Augustinus Wortmann, * 18. März 1938 in Wanne-Eickel; Priesterweihe am 22. Dezember 1963 in Berlin, Kurat (St. Elisabeth), ab 1975 Pfarrer (St. Lambertus); † 5. März 2017, bestattet in Nassau (Lahn)
- 1982–1983: Rudolf Giele, * 2. Mai 1914; Priesterweihe am 25. April 1954; † 19. Dezember 1984, Pfarradministrator
- 1983–1990: Jürgen Wilfert, * 10. Mai 1940 in Leipzig; Priesterweihe am 15. März 1975 in Berlin, Pfarrer; † 25. Juni 1999 in Hohburg (Sachsen)
- Mai 1990: Msgr. Michael Töpel, Pfarradministrator
- Mai–September 1990: Dekan Horst Bien, Pfarradministrator
- 1990–1994: Peter-Jürgen Wöller, * 28. Februar 1936 in Berlin; Priesterweihe am 15. April 1989 in Berlin, ab 1990 Pfarrer; † 15. Januar 2019 in Berlin
- 1994–2003: Matthias Mücke, * 9. Februar 1955 in Mahlow; Priesterweihe am 27. Juni 1981 in Berlin, Pfarrer (seit 2000 auch Pfarrer von St. Maria, Hilfe der Christen, seit 2003 Pfarrer der fusionierten Pfarrei Maria, Hilfe der Christen); † 28. April 2017 in Berlin, bestattet in Zossen

## Bau und Ausstattung

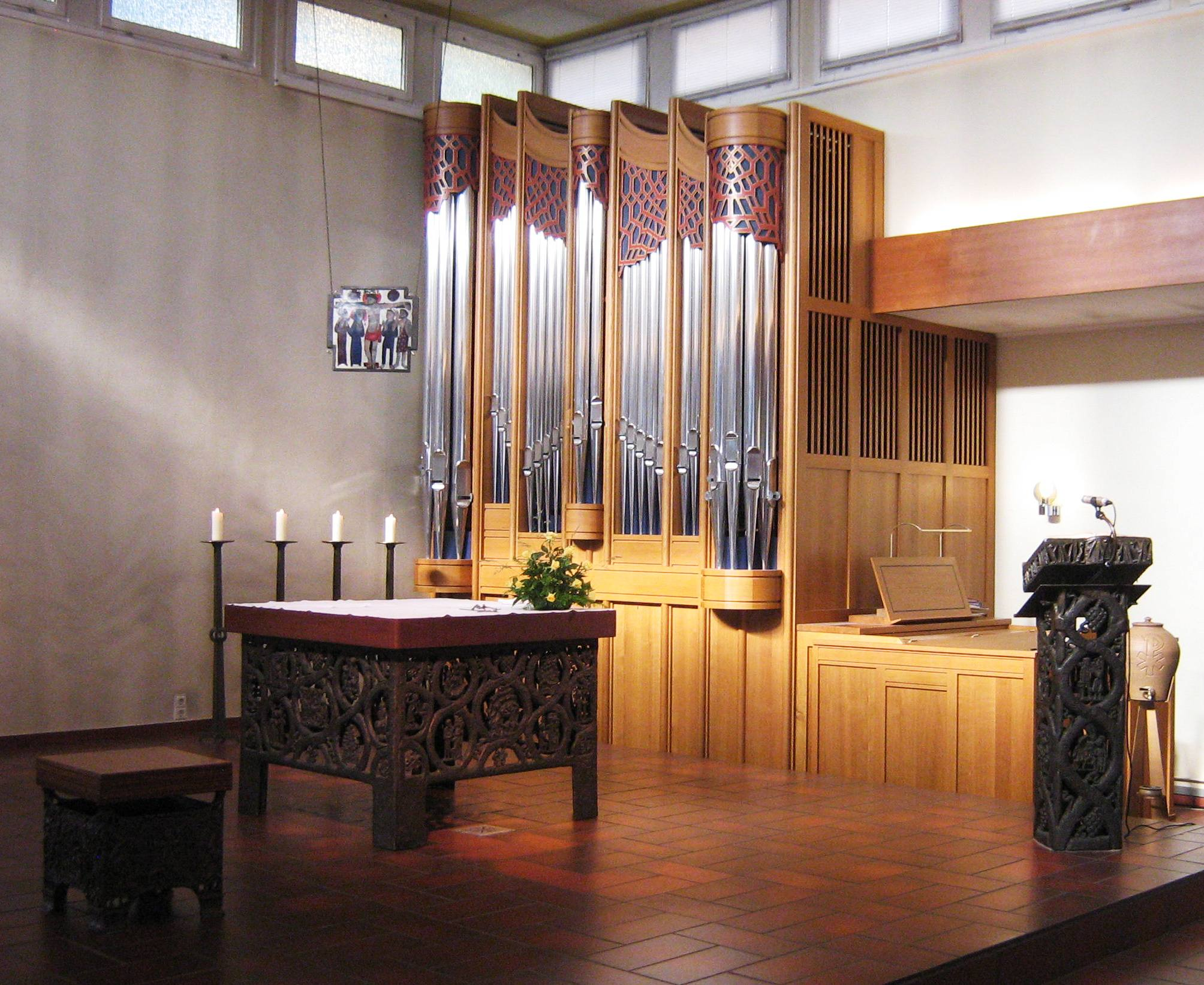
Altar und Orgel

Das Gemeindezentrum wurde entworfen von dem Architekten Günter Maiwald. Es besteht aus mehreren ineinander geschachtelten kubischen Baukörpern aus Fertigteilen. Herzstück ist der Sakralraum, der aus einer Altarinsel und zwei rechtwinklig zueinander angeordneten Räumen besteht, von denen einer als Veranstaltungsraum abgetrennt werden kann. Die flachen Dächer stufen sich dreifach aufwärts bis zu einem schmalen Lichtgaden, der den Altarraum von oben beleuchtet. An den Veranstaltungsraum schließt ein Kommunikationsbereich mit Foyer und Gruppenräumen an, ferner ein zweigeschossiger Bauteil mit Pfarrbüro und Wohnungen. Im Keller befinden sich Werk- und Jugendräume. Es gibt keinen Kirchturm und keine Glocken.
Die Prinzipalstücke des Sakralraumes: Altar, Tabernakelsäule, Ambo und Priestersitz, wurden von Egino Weinert gestaltet, einem in Berlin-Schöneberg geborenen Kölner Künstler. Sie sind in Bronze gegossen und stellen Szenen aus dem Alten und Neuen Testament dar. Tabernakel und Kreuz sind ebenfalls von Egino Weinert mit farbigen Emailbildern zu Szenen aus dem Leben Jesu geschmückt. Von Egino Weinert stammt auch eine „Rosenkranzmadonna“ seitlich vom Altar, eine bronzene Marienfigur mit Kind in einer Gloriole von 15 Medaillons, welche die Geheimnisse des Rosenkranzes darstellen. In dieses Ensemble passt der Kelch des ersten Pfarrers von St. Lambertus; mit seinem Bronzefuß in Form eines Baumstammes und der innen vergoldeten Kuppa, die außen in Emaille Blattwerk zeigt, symbolisiert er den Baum des Lebens. Er wurde zum 40-jährigen Bestehen der Gemeinde gestiftet.
Unter dem Altar ist eine Reliquie des Kirchpatrons Lambertus von Lüttich eingemauert. Ein roher Findling von einer U-Bahn-Baustelle am Kurfürstendamm dient als Taufstein.

## Orgel
Die Kirche erhielt 2003 eine Orgel mit 23 (18) Registern; die fünf Stimmen des Pedalwerks sind aus dem Hauptwerk transmittiert. Spiel- und Registertraktur (mit Ausnahme des Sub- und Super-Koppelapparates) sind mechanisch. Erbaut wurde die Orgel von der Orgelwerkstatt Westfälischer Orgelbau S. Sauer, Höxter-Ottbergen (Westfalen).

| I Hauptwerk C–g3 |        |
| Bourdon          | 16′    |
| Principal        | 08′    |
| Concertfloete    | 08′    |
| Praestant        | 04′    |
| Flûte            | 04′    |
| Quinte           | 02 ⁄3′ |
| Dublette         | 02′    |
| Fourniture III–V | 02′    |
| Trompete         | 08′    |
| Tremulant        |        |

| II Schwellwerk C–g3 |         |
| Vox Céleste         | 08′     |
| Viole de Gambe      | 08′     |
| Bleigedackt         | 08′     |
| Blockfloete         | 04′     |
| Rohrnasat           | 02 ⁄3′  |
| Octavin             | 02′     |
| Tierce              | 01 3⁄5′ |
| Larigot             | 01 ⁄3′  |
| Basson-Hautbois     | 08′     |
| Tremulant           |         |

| Pedalwerk C–f1         |     |
| Grand Bourdon (aus HW) | 16′ |
| Principal (aus HW)     | 08′ |
| Bourdon (aus HW)       | 08′ |
| Praestant (aus HW)     | 04′ |
| Trompete (aus HW)      | 08′ |

- Koppeln:

Normalkoppeln: II/P, I/P, II/I
Suboktavkoppeln: II/I, II/II
Superoktavkoppeln:  II/P, II/I, II/II.
- Spielhilfe: Schwelltritt